# Ichnopus spinicornis
Ichnopus spinicornis is een vlokreeftensoort uit de familie van de Uristidae. De wetenschappelijke naam van de soort is voor het eerst geldig gepubliceerd in 1861 door Boeck.